# Jeux paralympiques d'été
Pour un article plus général, voir Jeux paralympiques.
Navigation
- 1960
- 1964
- 1968
- 1972
- 1976
- 1980
- 1984
- 1988
- 1992
- 1996
- 2000
- 2004
- 2008
- 2012
- 2016
- 2020
- 2024
- 2028
- 2032

Les Jeux paralympiques d'été se déroulent tous les quatre ans à la suite immédiate et dans la même ville que les Jeux olympiques d'été. Ils comprennent l'athlétisme, l'aviron, la boccia (sport ressemblant aux boules, pratiqué avec des balles en cuir par des handicapés moteurs), le basket-ball en fauteuil roulant, le cyclisme, l'équitation, l'escrime, le football à 5 (ou cécifoot) (pratiqué par des athlètes malvoyants ou non-voyants), le football à 7 (pratiqué par des athlètes handicapés moteur), le goalball (sport de ballon pratiqué par des athlètes malvoyants ou non-voyants avec un ballon sonore), l'haltérophilie, le judo (pratiqué par des athlètes malvoyants ou non-voyants), la natation, le rugby en fauteuil roulant, le tennis en fauteuil roulant, le tennis de table, le tir à l'arc, le tir sportif et le triathlon.

## Sports

### Boccia
La boccia est une épreuve des Jeux paralympiques,,,, depuis les Jeux d'été de 1984. Cinq épreuves étaient au programme de ces jeux : deux masculines, deux féminines et une épreuve mixte toutes catégories. C'est à l'occasion des Jeux d'été de 1988 que toutes les épreuves deviennent mixtes.

### Basket-ball
Le basket-ball en fauteuil roulant est une des disciplines sportives des Jeux paralympiques depuis 1960, édition s'étant tenue à Rome en Italie.

### Football

#### À 7
Le football à 7 aux Jeux paralympiques est une épreuve paralympique ,,, qui est un dérivé du football pour les paralytiques cérébraux.

### Goalball
Le goalball est un sport paralympique,, depuis 1976 pour les hommes et 1984 pour les femmes, après avoir été inscrit comme sport de démonstration en 1972.
Ce sport est réservé aux personnes ayant moins de 1/10e d'acuité visuelle (catégories B1, B2 et B3). Tous les joueurs portent un masque opaque et un patch oculaire occultant pour être en situation de pratique similaire aux non-voyants,.
Le goalball est l'un des deux sports paralympiques qui n'ont pas d'équivalent olympique (l'autre étant la boccia),.

### Tennis en fauteuil roulant
Le tennis en fauteuil roulant a été introduit aux Jeux paralympiques d'été en tant que sport de démonstration en 1988, puis en compétition officielle en 1992.

### Tir à l'arc
Le tir à l'arc, aussi nommé para-archerie, a fait sa première apparition lors des Jeux paralympiques d'été de 1960 et a été contesté à tous les Jeux paralympiques d'été.

## Liste des Jeux paralympiques d'été
| Année | Ville hôte              | Pays             | Continent     | Nombre de pays | Nombre d'athlètes |
| ----- | ----------------------- | ---------------- | ------------- | -------------- | ----------------- |
| 1960  | Rome (1)                | Italie (1)       | Europe (1)    | 23             | 400               |
| 1964  | Tokyo (1)               | Japon (1)        | Asie (1)      | 22             | 378               |
| 1968  | Tel Aviv (1)            | Israël (1)       | Asie (1)      | 29             | 750               |
| 1972  | Heidelberg (1)          | Allemagne (1)    | Europe (2)    | 44             | 1 000             |
| 1976  | Toronto (1)             | Canada (1)       | Amériques (1) | 42             | 1 600             |
| 1980  | Arnhem (1)              | Pays-Bas (1)     | Europe (3)    | 42             | 1 600             |
| 1984  | Stoke Mandeville (1)    | Royaume-Uni (1)  | Europe (4)    | 42             | 2 900             |
| 1984  | New York (1)            | États-Unis (1)   | Amériques (2) | 42             | 2 900             |
| 1988  | Séoul (1)               | Corée du Sud (1) | Asie (2)      | 61             | 3 053             |
| 1992  | Barcelone et Madrid (1) | Espagne (1)      | Europe (5)    | 82             | 3 020             |
| 1996  | Atlanta (1)             | États-Unis (2)   | Amériques (4) | 103            | 3 195             |
| 2000  | Sydney (1)              | Australie (1)    | Océanie (1)   | 123            | 3 843             |
| 2004  | Athènes (1)             | Grèce (1)        | Europe (6)    | 136            | 3 969             |
| 2008  | Pékin (1)               | Chine (1)        | Asie (4)      | 148            | 4 000             |
| 2012  | Londres (1)             | Royaume-Uni (2)  | Europe (7)    | 165            | 4 200             |
| 2016  | Rio de Janeiro (1)      | Brésil (1)       | Amériques (5) | 161            | 4 350             |
| 2020  | Tokyo (2)               | Japon (2)        | Asie (5)      | 162            | 4 400             |
| 2024  | Paris (1)               | France (1)       | Europe (8)    | 169            | 4 400             |
| 2028  | Los Angeles (1)         | États-Unis (3)   | Amériques (6) |                |                   |
| 2032  | Brisbane (1)            | Australie (2)    | Océanie (2)   |                |                   |